# Daïra de Bab El Assa
La daïra de Bab El Assa est une daïra d'Algérie située dans la wilaya de Tlemcen et dont le chef-lieu est la ville éponyme de Bab El Assa.

## Localisation
La daïra est située au nord-ouest de la wilaya de Tlemcen.

## Communes de la daïra
La daïra de Bab El Assa est composée de trois communes : Bab El Assa, Souani et Souk Tlata.